# Ulica Piekarska (Varsovie)
Pour les articles homonymes, voir Piekarska.
Ulica Piekarska  est une rue située dans l'arrondissement de Śródmieście (Centre-ville) à Varsovie.

## Sources
- (pl) Cet article est partiellement ou en totalité issu de l’article de Wikipédia en polonais intitulé « Ulica Piekarska w Warszawie » (voir la liste des auteurs).